# Roadracers (film 1959)
Roadracers è un film statunitense del 1959, diretto da Arthur Swerdloff. Del film si creò successivamente una sorta di remake a opera di Robert Rodriguez, Roadracers.

## Trama
Rob Wilson (Joel Lawrence), un pilota di auto da corsa, viene coinvolto in un incidente mortale causato dalla sua stessa disattenzione. Rob viene cacciato dal circuito delle corse e va in Europa, dove acquista attenzione e domina la scena sportiva. Quando gli è concesso tornare negli Stati Uniti, decide di affrontare il suo più grande rivale nel Grand Prix degli Stati Uniti.